# Lamoha superciliosa
Lamoha superciliosa är en kräftdjursart som först beskrevs av James Wood-Mason och Alcock 1891.  Lamoha superciliosa ingår i släktet Lamoha och familjen Homolidae. Inga underarter finns listade i Catalogue of Life.